# Copperneedle River
Copperneedle River är ett vattendrag i Kanada.   Det ligger i territoriet Nunavut, i den östra delen av landet, 2 200 km nordväst om huvudstaden Ottawa.
Trakten runt Copperneedle River består i huvudsak av gräsmarker.